# Moacir Japiassu
Moacir Japiassu (João Pessoa, 4 de julho de 1942 — Cunha, 4 de novembro de 2015) foi um jornalista e escritor brasileiro. 
Com mais de meio século dedicado ao jornalismo, criou os prêmios Líbero Badaró e Claudio Abramo. Sua carreira incluiu passagens por Veja, IstoÉ, Placar, Elle e Pais e Filhos, da qual foi um dos fundadores. Na TV, na década de 80, foi editor-chefe do programa Fantástico.
Seu último trabalho foi a publicação semanal da coluna Jornal da ImprenÇa, no portal Comunique-se.

## Primeiros anos
Paraibano com irradiações familiares também em Minas Gerais, Rio de Janeiro e São Paulo, onde começou a viver a partir de 1970, o jornalista foi filho do funcionário público Severino Lins Falcão e da dona de casa Neusa Japiassu, que tiveram mais dois filhos que também se tornariam jornalistas. Sua família deixou a Paraíba em direção a Minas Gerais em 1956 com o jovem Japiassu ainda adolescente.

## Carreira
Japiassu iniciou-se na profissão em 1962, quando decidiu fazer um teste para integrar a redação do Correio de Minas, época em que já não aguentava escutar as reclamações do pai, que não aceitava ver o filho o dia inteiro lendo romances. Após aprovado, o jovem de apenas dezenove anos tornou-se oficialmente repórter do diário, então recém-lançado em Belo Horizonte.
Com pouco mais de meio século de carreira, o jornalista passou por alguns dos mais importantes veículos da imprensa do país, como os jornais Diário de Notícias, O Estado de S. Paulo, Jornal da Tarde e Jornal da República, além das revistas IstoÉ, Veja, Senhor, Pais & Filhos, Enciclopédia Bloch e Elle, entre outros. Foi também editor-chefe do Fantástico, da Rede Globo, e repórter, redator e apresentador de programas de rádio e televisão. Em 1997, fundou a revista Jornal dos Jornais (que recebeu o Prêmio Esso de "Melhor Contribuição à Imprensa" de 1999). E, em 2010-2011, foi diretor de redação da revista Football, que editava ao lado da mulher, Marcia Lobo, e do filho, Daniel Japiassu.
Escritor de renome, é autor de dois livros infantojuvenis, um de gastronomia e um compêndio com as melhores pérolas publicadas em sua coluna, "Perdão, Leitores", da revista Imprensa, além de ter publicado três romances. Em 11 de setembro de 2015, publicou seu último texto na coluna Jornal da ImprenÇa, no portal Comunique-se. Colaborava com o veículo desde 2003.

## Obras
- Unidos pelo Vexame (infantojuvenil), 1990
- O Sapo que Engolia Ilusões (infantojuvenil), 1993
- Danado de Bom (gastronomia), 1996
- Jornal da ImprenÇa (crítica jornalística), 1997
- A Santa do Cabaré (romance), 2002
- Concerto para Paixão e Desatino (romance), 2004
- Quando Alegre Partiste (romance), 2005
- Carta a uma paixão definitiva (crônicas) 2007

## Vida pessoal
Japiassu foi casado com a jornalista Marcia Lobo, com quem teve Daniel Japiassu, também jornalista. Morreu em 4 de novembro de 2015, em consequência de um acidente vascular cerebral que sofrera no começo de setembro no sítio onde morava, em Cunha, interior do estado de São Paulo.